# Anin Fuic (Madohi)
Anin Fuic ist eine osttimoresische Aldeia im Suco Madohi (Verwaltungsamt Dom Aleixo, Gemeinde Dili). 2015 lebten in der Aldeia 2707 Menschen.
Das Tetum-Wort „anin-fuik“ bedeutet „Wirbelsturm“ beziehungsweise „Zyklon“.

## Geographie
Anin Fuic liegt im Osten von Madohi und ist Teil des Stadtteils Beto Oeste. Im Norden reicht es bis zur Start- und Landebahn des Flughafens Presidente Nicolau Lobato, ab der die Aldeia Beto Tasi beginnt. Westlich der Zufahrtsstraße zum Flughafen befindet sich die Aldeia Terra Santa, südlich der Rua da Dominicana die Aldeia 7 de Dezembro und östlich der Rua de Beto Oeste die Aldeia Loro Matan Beto Leste.

## Einrichtungen
In Anin Fuic befindet sich das Hospital Beto.